# Cycliste danois de l'année

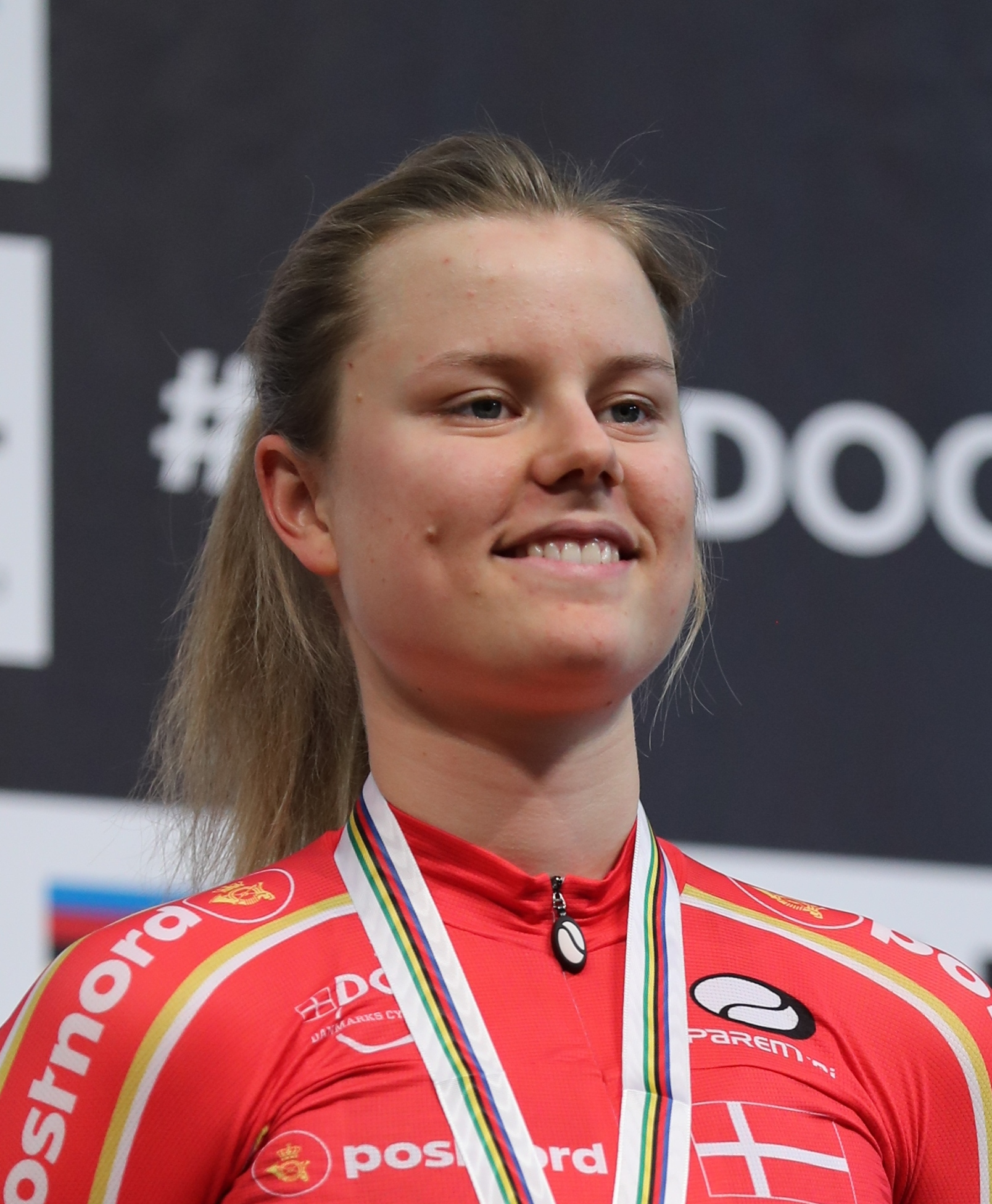
Amalie Dideriksen a été honorée en 2013 et 2016

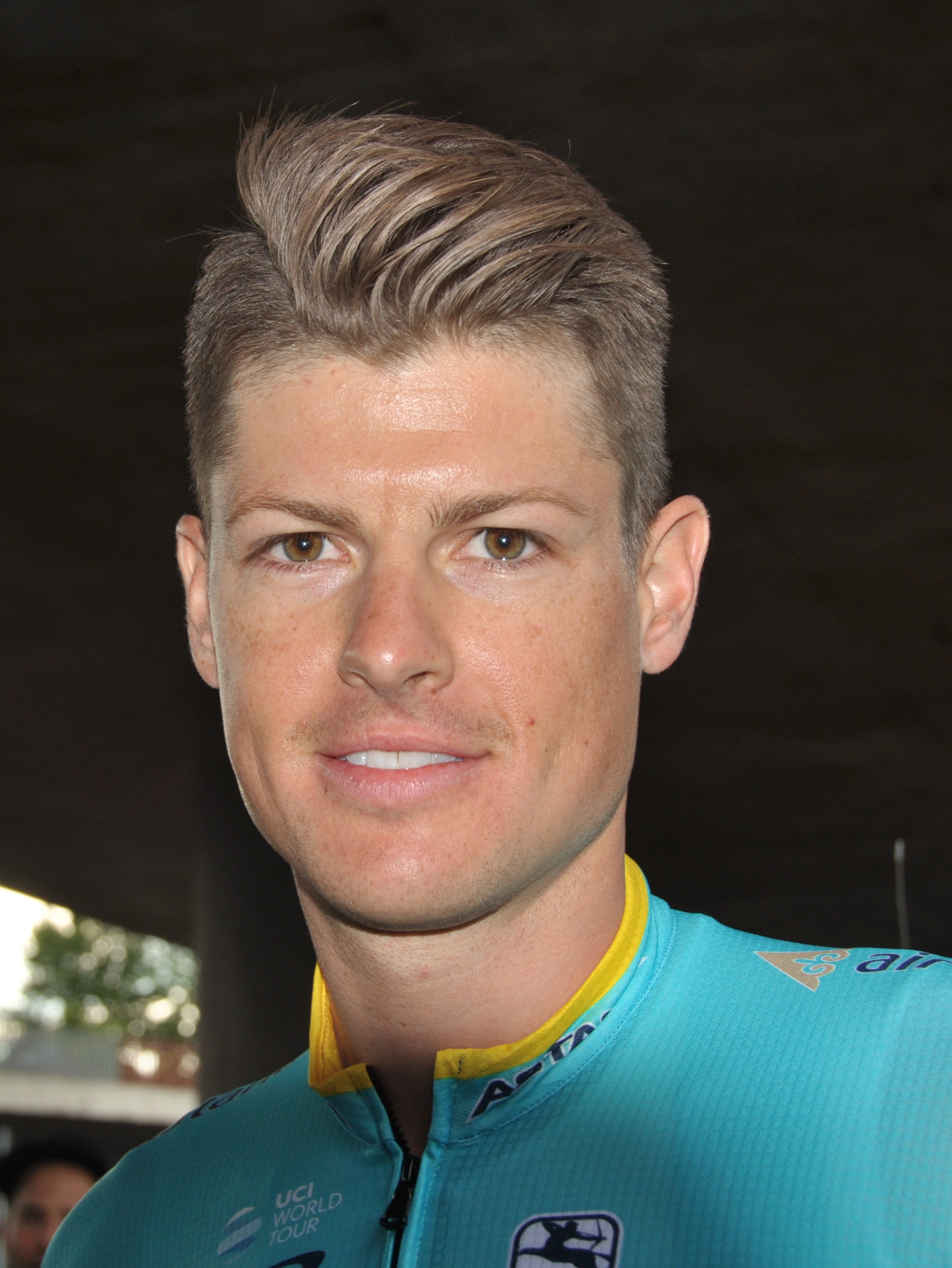
Jakob Fuglsang, lauréat en 2007 et 2017

Le Cycliste danois de l'année est un prix annuel décerné depuis 1976 au meilleur coureur cycliste du Danemark.
Le prix est remis par la Fédération danoise de cyclisme, l'Union cycliste danoise et un sponsor. Le prix est attribué à l'issue d'un vote des licenciés, qui peuvent choisir l'un des cinq candidats. Jusqu'en 1993 inclus, le prix était réservé aux coureurs amateurs.
Le premier prix est décerné à l'équipe danoise du 100 kilomètres contre-la-montre, médaillée de bronze aux Jeux olympiques de 1976 à Montréal.
Deux coureurs ont reçu le prix à trois reprises : Alex Pedersen en 1984, 1987 et 1994, ainsi que Michael Rasmussen en 1999, 2003 et 2005. En 2006, Linda Villumsen devient la première femme titrée.

## Palmarès
| - 1976 : Contre-la-montre par équipes (Jørgen Emil Hansen, Jørn Lund, Verner Blaudzun et Gert Frank) - 1977 : Steen Michael Petersen - 1978 : Hans-Henrik Ørsted - 1979 : Hans-Henrik Ørsted - 1980 : James Møller - 1981 : Michael Marcussen - 1982 : Jørgen V. Pedersen - 1983 : Michael Marcussen - 1984 : Alex Pedersen - 1985 : Johnny Weltz - 1986 : Dan Frost - 1987 : Alex Pedersen - 1988 : Dan Frost - 1989 : Peter Meinert - 1990 : Jan Bo Petersen - 1991 : Jan Bo Petersen - 1992 : Henrik Djernis - 1993 : Henrik Djernis - 1994 : Alex Pedersen - 1995 : Bjarne Riis - 1996 : Bjarne Riis - 1997 : Bo Hamburger - 1998 : Bo Hamburger - 1999 : Michael Rasmussen - 2000 : Frank Høj - 2001 : Claus Michael Møller - 2002 : Jakob Piil | - 2003 : Michael Rasmussen - 2004 : Mads Christensen - 2005 : Michael Rasmussen - 2006 : Linda Villumsen - 2007 : Jakob Fuglsang - 2008 : Poursuite par équipes (Alex Rasmussen, Michael Mørkøv, Michael Færk Christensen, Jens-Erik Madsen et Casper Jørgensen) - 2009 : Poursuite par équipes (Alex Rasmussen, Michael Mørkøv, Michael Færk Christensen, Jens-Erik Madsen et Casper Jørgensen) - 2010 : Matti Breschel - 2011 : Lars Bak - 2012 : Lasse Norman Hansen - 2013 : Amalie Dideriksen - 2014 : Michael Valgren - 2015 : Mads Würtz Schmidt - 2016 : Amalie Dideriksen - 2017 : Jakob Fuglsang - 2018 : Michael Valgren - 2019 : Mads Pedersen - 2020 : Søren Kragh Andersen - 2021 : Jonas Vingegaard et Amalie Dideriksen-Julie Leth - 2022 : Jonas Vingegaard et Cecilie Uttrup Ludwig - 2023 : Mads Pedersen et Cecilie Uttrup Ludwig - 2024 : Tobias Aagaard Hansen et Julie Leth |